# كتابة عربية
الكتابة العربية هو نظام الكتابة المستخدم في كتابة اللغة العربية، وفي كتابة لغات أخرى في آسيا وأفريقيا كذلك، مثل اللغات الأذرية والسندية والبشتوية والفارسية والبنجابية والكردية واللرية والأردية والمندنكوية وغيرها. وكان مسلمو الصين يستخدمونها لكتابة لهجاتهم الصينية، وكان الأندلسيون المستعربون حتى القرن السادس عشر يكتبون بلغاتهم الإسبانية والبرتغالية المرسومة بالخط العربي. إضافة لذلك، كانت اللغة التركية قبل 1928 تكتب بنسخة من الخط العربي. الخط العربي هو ثاني أكثر أنظمة الكتابة استخداما في العالم حسب عدد الدول المستخدمة لها والثالث من حيث عدد المستخدمين، بعد نظام لفبائية اللاتينية والمقاطع الصينية.
يكتب الخط العربي من اليمين إلى اليسار بحروف متصلة. في معظم الأحيان، الحرف يمثل صوتا صامتا، وأحيانا يمثل صوتا صائتا، فمعظم أنظمة الكتابة المبنية على الخط العربي هي أبجديات.
كان الخط العربي مستخدما في البداية لكتابة نصوص باللغة العربية، وخصوصا القرآن وهو الكتاب المقدس الرئيسي والوحيد في الإسلام. وأصبح الخط العربي مع انتشار الإسلام مستخدما في كتابة لغات كثيرة في أسر لغات مختلفة، ما أدى إلى إضافة حروف جديدة ورموز أخرى، فصارت بعد النسخ، مثل الكتابات الكردية والأويغورية والبوسنية، أبوجيدات أو ألفبائيات حقيقية. الخط العربي كنظام كتابة هو كذلك أساس تقاليد فن الخط العربي.

## تاريخ
يعود أصل الخط العربي إلى الخط الآرامي الذي تطور من الخط الفينيقي حوالي عام 900 قبل الميلاد. ثم تطور بعد ذلك عبر الخط النبطي إلى شكل من أشكال الكتابة يشار إليه عادةً اليوم بالخط الكوفي.
أثناء تطور الخط العربي، كان لا بد من إضافة نقاط للتمييز بين الحروف الساكنة المكتوبة بنفس الطريقة، وفي النهاية أصبح 18 حرفًا 28 حرفًا (29 مع الهمزة).

## لغات مكتوبة بالخط العربي
| ا   | ب   | ت   | ث   | ج   | ح   | خ   |
| ألف | باء | تاء | ثاء | جيم | حاء | خاء |
| د   | ذ   | ر   | ز   | س   | ش   | ص   |
| دال | ذال | راء | زاي | سين | شين | صاد |
| ض   | ط   | ظ   | ع   | غ   | ف   | ق   |
| ضاد | طاء | ظاء | عين | غين | فاء | قاف |
| ك   | ل   | م   | ن   | ه   | و   | ي   |
| كاف | لام | ميم | نون | هاء | واو | ياء |

لوئم الخط العربي للاستخدام في مجموعة واسعة من اللغات بالإضافة إلى العربية، بما فيها الفارسية والملايوية والأردية وهي لغات غير سامية. وتضم مثل هذه الملائمات حروفا جديدة أو معدلة لتمثيل أصوات لغوية لا توجد في نطقيات اللغة العربية. على سبيل المثال، لا يوجد في اللغة العربية صوت شفتاني وقفي مهموس (صوت الـP) فالكثير من اللغات تضيف حرفا لنظام الكتابة تمثيلا لهذا الصوت، والحرف المختار يختلف من لغة إلى أخرى.وهذه التعديلات تنقسم إلى مجموعتين: كل اللغات الهندية والأتركية تستخدم ما يسميه الخبراء الأبجدية الفارسية، أما لغات إندونيسيا فهي تميل إلى الأبجدية الجاوية.[بحاجة لمصدر]
في حال نظم كتابة اللغات البوسنوية والكردية والكشميرية والأويغورية  فالأصوات الصائتة ضرورية، ويمكن استخدام الخط كأبوجيدا أو أبجدية.[بحاجة لمصدر]
يستخدم الخط العربي في كتابة لغات غرب أفريقيا وخصوصا في الساحل، والعادات تتبع العادات في المغرب العربي (موضع النقطة بالنسبة لحرف الفاء وحرف القاف، مثلا). وتضاف نقاط إعجام إضافية لتسهيل كتابة الأصوات غير الموجودة في اللغة العربية.[بحاجة لمصدر]

### استخدام الآن
وحاليا، أفغانستان وإيران والهند وباكستان والصين هي الدول الرئيسية غير الناطقة باللغة العربية التي تستخدم الأبجدية العربية في كتابة واحد أو أكثر من اللغات الوطنية الرسمية، بما في ذلك: الأذرية، البلوشية، البراهوية، الفارسية، الباشتو، السورانية الكردية، الأردية، السندية، الكشميرية، البنجابية والأويغورية.[بحاجة لمصدر]
تستخدم نسخة من الخط العربي في اللغات التالية:

#### الشرق الأوسط وآسيا الوسطى
- العربية
- نشأت اللغة الكرشونية في القرن 7 عندما أصبحت اللغة العربية اللغة المهيمنة المنطوقة في الهلال الخصيب، ولكن قبل أن ينتشر الخط العربي على نطاق واسع، واستبدل بالأبجدية السريانية. بعد هذه الفترة الأولية، ظلت الكتابة الكرشونية منتشرة بين بعض الأوساط السريانية المسيحية في المجتمعات الناطقة بالعربية في بلاد الشام وبلاد ما بين النهرين.
- الكازاخستانية في كازاخستان، الصين، إيران وأفغانستان.
- الكردية في شمال العراق وشمال غرب إيران. (في تركيا وسوريا، تستخدم الحروف اللاتينية)
- القيرغيزية في شينجيانغ الأويغورية ذاتية الحكم في شمال غرب الصين، باكستان، قيرغيزستان وأفغانستان.
- التركمانية في تركمانستان وأفغانستان وإيران.
- الأوزبكية في أوزبكستان وأفغانستان.
- اللغة الفارسية الرسمية في إيران واللهجات، مثل الدرية في أفغانستان والطاجيكية في طاجيكستان
- البلوشية في إيران، بلوشستان (باكستان) وأفغانستان عمان.[4] تأسست أكاديمية حماية اللغة البلوشية في إيران في عام 2009.[5]
- اللغات الإيرانية الغربية كما اللهجات اللورية واللغة البختيارية.[6][7]
- البشتونية في أفغانستان وباكستان.
- تغيرت الكتابة الأويغورية إلى الحروف اللاتينية في عام 1969 وعادت إلى الكتابة العربية المبسطة في عام 1983.
- اللهجات العربية اليهودية.
  - اليهودية التونسية العربية[8]
- اللغة الأذرية في إيران.
- اللغة التاليشية في إيران.

#### شرق آسيا
- يكتب بعض الهوي اللغة الصينية بالحروف العربية (انظر خط صيني عربي).
- يكتب البعض لغة السالار بالأبجدية العربية.
- الأبجدية الأويغورية.

#### جنوب آسيا
- اللغة اللغة الأردية الرسمية واللغات الإقليمية بما في ذلك
  - البلوشية في باكستان وإيران.
  - الدارية في أفغانستان.
  - الكشميرية  في الهند وباكستان (كما يكتب في شاردها وديفاناغاري في الهند).
  - البشتونية في أفغانستان وباكستان.
  - اللغة الكهوارية في شمال باكستان، تستخدم أيضا الحروف اللاتينية.
  - البنجابية (شاه مكهي) في البنجاب الباكستانية، كما النص الغورموخية في الهند.
  - اللغة السرائيكية هي لغة مكتوبة بالكتابة العربية ولكن مع 45 حلرف.
  - اللغة السندية، أمر المفوض البريطاني في السند في 29 أغسطس عام 1857 بتغيير الكتابة العربية،[9] تكتب السندية في كثير من الأحيان مع ديفاناغاري في الهند.
  - اللغة الأيرية.[10]
  - اللغة البدرواهية.[11]
  - اللغة اللادخية على الرغم من أنها تكتب أكثر شيوعًا بالنص التبتي.
  - اللغة البلتية[12] (اللغة الصينية-التبتية)، نادرا ما تكتب بالنص التبتي.
  - اللغة البراهوية في باكستان وأفغانستان[13]
  - اللغة البروشسكية هي لغة معزولة في باكستان.[14]
- الأردية (تاريخيًا عدة لغات الهندوستانية أخرى). الأردية هي واحدة من العديد من اللغات الرسمية في ولايات جامو وكشمير، دلهي، أتر برديش، بيهار، تيلانجانا.
- اللغة الدوغرية يتحدث بها حوالي خمسة ملايين شخص في الهند وباكستان، بشكل رئيسي في منطقة جامو في جامو وكشمير وفي هيماشال براديش، ولكن أيضًا في شمال البنجاب.
- تستخدم التاميلية العربية الأبجدية العربية مع إضافة 13 حرفًا. يستخدم بشكل رئيسي في سريلانكا وولاية تاميل نادو في جنوب الهند لأغراض دينية. ويستخدم اللغة التاميل المسلمين.
- تستخدم اللغة الماليالامية العربية الأبجدية العربية. ويحتوي النص على أحرف معينة لتمثيل الأصوات الغريبة للمالايالامية. ويستخدم هذا النص لا سيما في مدارس ولايات جنوب الهند خاصة ولاية كيرالا ولكشديب.
- اللغة التشيتاغنغية هي لغة يتحدث بها الناس في شيتاغونغ في بنغلاديش،[15] على الرغم من أنها تكتب أكثر شيوعا بالأبجدية البنغالية.
- اللغة الروهينغية هي اللغة التي يتحدث بها الروهنغيا شعب ولاية راخين، المعروف سابقا باسم أراكان. وهي مشابه للغة التشيتاغنغية في بنغلاديش المجاورة[16] وفي بعض الأحيان تكتب باستخدام الأبجدية اللاتينية أو الخط الحنيفي.

#### جنوب شرق آسيا
- تكتب لغة الملايو بالكتابة العربية المعروفة باسم الأبجدية الجاوية. في بعض الحالات يمكن رؤيتها على لافتات المحلات وأكشاك السوق. لا سيما في بروناي، يستخدم النص الجاوي في مجال الكتابة أو القراءة الديني الإسلامية في البرامج التعليمية في المدرسة الابتدائية، المدرسة الثانوية أو الكلية أو حتى أعلى المؤسسات التعليمية مثل الجامعات. بالإضافة إلى بعض البرامج التلفزيونية، مثل الإعلانات، الأخبار والبرامج الاجتماعية والبرامج الإسلامية.
  - المشارك الرسمية في بروناي.
  - ماليزيا ولكن المشارك الرسمية في كلنتن والولايات الإسلامية في ماليزيا.
  - في إندونيسيا، يشارك النص الجاوي الاستخدام مع الكتابة اللاتينية في محافظات آتشيه، رياو، جزر رياو. وتستخدم الجاوية والمادورية والسوندية أيضا بديل آخر للغة العربية، وتستخدم بيكون في الكتابات والمدارس الإسلامية الداخلية.
  - جنوب تايلاند
  - سنغافورة
  - في الغالب المناطق الإسلامية من الفلبين (خاصة اللغة السولوية)
  - لغة إيدان وهي لغة مالايو بولينيزية يتحدث بها شعب إيدان في صباح، ماليزيا.[17]
- اللغة الشامية في كمبوديا[18] إلى جانب النص الشامي.

#### شمال أفريقيا
- - العربية
  - تستخدم اللهجات المغاربية الكتابة العربية، مع حروف إضافية /g/ (ڨ/ڭ), /v/ (ڥ) و/p/ (پ) جنبا إلى جنب مع كبار السن /f/ (ڢ) و/q/ (ڧ).[19][20]
  - غالبًا ما تمت كتابة اللغات الأمازيغية بالأبجدية العربية. استخدام الأبجدية العربية، فضلا عن اللاتينية وتيفيناغ، له دلالات سياسية
  - اللغة الطارقية.
  - تكتب اللغة القبطية بالنص القبطي إلى جانب الأبجدية العربية.[21]

#### شمال شرق أفريقيا
- - لغة باجة، بشكل رئيسي في شمال شرق السودان.
  - تستخدم كتابة وداد في الصومال.
  - اللغات النوبية
    - اللغة الأنداندية، في وادي النيل في شمال السودان.
    - لغة نوبين، أكبر لغة نوبية غير موحدة حتى الآن، كونها مكتوبة بالنصوص اللاتينية والعربية؛ كما في الآونة الأخيرة كانت هناك جهود لإحياء الأبجدية النوبية القديمة.[22][23]

  - اللغة الفوراوية في دارفور، السودان.

#### جنوب شرق أفريقيا
- - اللغة القمرية في جزر القمر، جنبا إلى جنب مع الأبجدية اللاتينية (ليست رسمية).
  - السواحلية، كانت تكتب في الأصل بالأبجدية العربية، تعتمد قواعد الإملاء السواحيلية الآن على الأبجدية اللاتينية التي قدمها المبشرون المسيحيون والمسؤولون الاستعماريون.

#### غرب أفريقيا
- - اللغة الزرمية  من عائلة اللغات السونغاية. وهي لغة يتحدث بها في جنوب غرب النيجر، وهي ثاني أكبر لغة في النيجر بعد اللغة الهوسية.[24]
  - تاداكساهاك هي لغة سونغاي يتحدث بها رعاة إيداكساهاك من منطقة ميناكا في مالي.[25]
  - تستخدم اللغة الهوسية خط مقتبس من الخط العربي معروف باسم العجمي، يستخدم لأغراض عديدة، وخاصة الدينية، بما في ذلك الصحف وملصقات التعبئة الجماهيرية والمعلومات العامة.
  - اللغة الديولية هي واحد من اللغات المندية يتحدث بها في بوركينا فاسو وساحل العاج ومالي.[26]
  - لغة الجولا فوني في منطقة كازامانس في السنغال.[27]
  - اللغة البلنتية هي لغة البلنتيين في السنغال.
  - تكتب اللغة المندنكوية على نطاق واسع ولكن بشكل غير رسمي بالأبجدية العربية و(آخر غير الحروف اللاتينية هو نكو).
  - اللغة الفولانية، وخاصة بولار غينيا المعروفة باسم (العجمي)
  - الولوف (في المدارس الزاوية)، تكتب بالأبجدية الولوفية.

#### الكتابة العربية خارج أفريقيا
- - في كتابات الأميركيين الأفارقة العبيد
    - كتابات طريق عمر بن سعيد (1770-1864) من السنغال.[28]
    - مخطوطة بلالي هي مخطوطة عربية مكتوبة بخط اليد عن الشريعة الإسلامية في غرب أفريقيا.[29] كتبه بلالي محمد في القرن التاسع عشر،. المخطوطة موجودة حاليًا في مكتبة جامعة جورجيا.
    - رسالة مكتوبة من قبل أيوب سليمان جالو (1701-1773).
    - النص العربي من 1768.[30]
    - رسالة كتبها عبد الرحمن إبراهيم سوري (1762-1829).

### الاستخدام السابق

#### أفريقيا
- اللغة الأفريقانية (بواسطة "كيب الملايو"، انظر اللغة العربية الأفريقانية).
- الأمازيغ في شمال أفريقيا، وخاصة لهجة تشلحيت في المغرب (لا يزال يجري النظر فيها، جنبا إلى جنب مع تيفيناغ واللاتينية).
- الفرنسية من قبل العرب والأماويغ في الجزائر وأجزاء أخرى من شمال أفريقيا خلال فترة الاستعمار الفرنسي.
- اللغة هررية، من قبل الهرر في منطقة هرر في إثيوبيا. الآن تستخدم الجعزية والحروف اللاتينية.
- بالنسبة للغات غرب أفريقيا - الهوسية، والفواني، والماندينكا، وولوفية وغيرها - حلت الأبجدية اللاتينية محل الكتابة العربية رسميًا لاستخدامها في محو الأمية والتعليم.
- الملغاشية في مدغشقر (كتابة عربية ملغاشية).
- اللغات النوبية
- الصومالية (انظر وداد) في الغالب تستخدم الأبجدية اللاتينية منذ عام 1972.
- لغات السونغاي في غرب أفريقيا خاصة في تمبكتو.
- السواحلية (استخدمت الأبجدية اللاتينية منذ القرن 19).
- اليوروبا في أفريقيا الغربية (ربما كان هذا محدودة، ولكن لا يزال ملحوظ)

#### أوروبا
- الألبانية تسمى أبجدية اليفبا.
- عجمية بعد سقوط الأندلس.
- البيلاروسية (بين عرقية التتار؛ انظر الكتابة العربية البيلاروسية)
- البوسنية (فقط من أجل الأغراض الأدبية؛ حاليا تكتب بالأبجدية اللاتينية؛ النص على سبيل المثال: مۉلٖىمۉ   سه   ته‌بٖى   بۉژهمۉلٖىمۉ سه تهبٖى بۉژه = Molimo se tebi, Bože (نحن نصلي إليك يا الله)؛ انظر الكتابة العربية في البلقان)
- تتار القرم
- اليونانية في بعض المناطق في اليونان والأناضول. على وجه الخصوص، الكبادوكية اليونانية بالأبجدية الفارسية.
- البولندية (بين أعراق ليبكا التتارية)

#### آسيا الوسطى والقوقاز
- اللغة الأديغية المعروف أيضا باسم الشركسية الغربية هي اللغات الرسمية في جمهورية أديغيا في الاتحاد الروسي. وكانت تستخدم الأبجدية العربية قبل عام 1927.
- اللغة الأوارية فضلا عن غيرها من لغات داغستان: النوغاي، القوموقية، الليزغينية، الاكية، الدارجواية.
- الأذرية في أذربيجان (الآن تكتب بالأبجدية اللاتينية والكريلية في أذربيجان)
- البشكيرية (رسميا لبعض سنوات الثورة البلشفية عام 1917 حتى عام 1928، تغيرت إلى اللاتينية تستخدم الآن الأبجدية السيريلية)
- الجغتائية في آسيا الوسطى.
- الشيشانية (بشكل متقطع منذ إسلام الشيشان؛ رسميًا من عام 1917 حتى عام 1928).[31]
- الشركسية وبعض أعضاء اللفات القوقازية الشمالية الغربية في غرب القوقاز وبشكل متقطع في بلدان الشرق الأوسط مثل سوريا.
- الإنغوشية
- القاراشاي بالقار في اسيا الوسطى والقوقاز.
- اللغة القرقلباغية
- الكازاخستانية في كازاخستان (حتى 1930، تغيرت إلى اللاتينية حاليا تستخدم السيريلية)
- القيرغيزية في قيرغيزستان (حتى 1930، تغيرت إلى اللاتينية الآن يستخدم الأبجدية السيريلية)
- الماندرين الصينية ودونغانبين بين الهوى (كتابة عربية صينية)
- التركية العثمانية
- تات في جنوب شرق القوقاز
- التترية قبل 1928 (تغيرت إلى اللاتينية ينكاليف)، وتم إصلاحها في 1880 (يسكي إملا) ثم عام 1918 (ينيا إملا – مع حذف بعض الحروف)
- التركمانية في تركمانستان (تغيرت إلى اللاتينية في عام 1929، ثم إلى الأبجدية السيريلية، ثم العودة إلى اللاتينية في عام 1991)
- الأوزبكية في أوزبكستان (تغيرت إلى اللاتينية ثم إلى الأبجدية السيريلية، ثم العودة إلى اللاتينية في عام 1991)
- بعض اللغات القوقازية الشمالية الشرقية من الشعوب المسلمة في الاتحاد السوفيتي بين 1918 و1928 (كثير أيضا في وقت سابق)، بما في ذلك الشيشانية ولاك.

#### جنوب شرق آسيا
- اللغة الأتشيهية في سومطرة، إندونيسيا.
- اللغة البنجرية في كاليمانتان في إندونيسيا.
- البنغالية في البنغال، وقد استخدمت الحروف العربية تاريخيا في أماكن مثل شيتاغونغ وولاية البنغال الغربية.
- ماجوينداناو في الفلبين
- الملايو في ماليزيا، سنغافورة  وإندونيسيا.
- المينانجكاباو في سومطرة في إندونيسيا
- نص بيكون وتستخدمه الجاوية والمادوريسية والسوندية أيضا بديل آخر للغة العربية، وتستخدم فقط في المدارس الإسلامية الداخلية.
- اللغة السولوية في الفلبين
- ماراناو في الفلبين

#### الشرق الأوسط
- في الماضي كتبت العبرية بالأبجدية العربية في عدد من الأماكن.[32][33]
- الكرمانجية في تركيا وسوريا كانت تكتب باللغة العربية حتى عام 1932 عندما أدخلت أبجدية كردية لاتينية معدلة من قبل جلادات بدرخان في سوريا.
- كانت تكتب اللغة التركية في الإمبراطورية العثمانية بالخط العربي حتى أعلن مصطفى كمال أتاتورك التغيير إلى النص اللاتيني في عام 1928. يُعرف هذا الشكل من التركية الآن بالتركية العثمانية ويعتبره الكثيرون لغة مختلفة، نظرًا لستعارتها كلمات أكثر من الكلمات الفارسية والعربية (الأبجدية التركية العثمانية)

## حروف خاصة
| عائلة اللغة | لغات أسترونيزية           | لغات درافيدية                                 | لغات أتراكية | لغات هندوآرية               | لغات هندوآرية   | لغات هندوآرية | لغات إيرانية (هندية أوروبية) | لغات إيرانية (هندية أوروبية) | لغات إيرانية (هندية أوروبية) | لغات إيرانية (هندية أوروبية) | لهجات عربية (ساميَّة)       | لهجات عربية (ساميَّة)                                                                  | لهجات عربية (ساميَّة)                                                                  | لهجات عربية (ساميَّة)       | لهجات عربية (ساميَّة)       | لهجات عربية (ساميَّة)       | لهجات عربية (ساميَّة)       | لهجات عربية (ساميَّة)       | لهجات عربية (ساميَّة)       |
| اللغة/الخط  | جاوية                     | تاميلية                                       | أويغورية     | سندية                       | بنجابي          | أردية         | فارسية                       | بلوشية                       | كردية                        | بشتوية                       | مغربية                    | تونسية                                                                               | جزائرية                                                                              | حجازية                    | نجدية                     | مصرية                     | فلسطينية                  | عراقية                    | خليجية                    |
| ----------- | ------------------------- | --------------------------------------------- | ------------ | --------------------------- | --------------- | ------------- | ---------------------------- | ---------------------------- | ---------------------------- | ---------------------------- | ------------------------- | ------------------------------------------------------------------------------------ | ------------------------------------------------------------------------------------ | ------------------------- | ------------------------- | ------------------------- | ------------------------- | ------------------------- | ------------------------- |
| /p/         | ڤ                         | ڣ                                             | پ            | پ                           | پ               | پ             | پ                            | پ                            | پ                            | پ                            | پ / ب                     | پ / ب                                                                                | پ / ب                                                                                | پ / ب                     | پ / ب                     | پ / ب                     | پ / ب                     | پ / ب                     | پ / ب                     |
| /g/         | ݢ                         | ࢴ                                             | گ            | گ                           | گ               | گ             | گ                            | گ                            | گ                            | گګگ                          | ڭ / گ                     | ڤڨڤ / قالب:Ill-WD2قوفـ قالب:Ill-WD2قوف ڧـ ـڧـ ـٯقالب:Ill-WD2قوفـ قالب:Ill-WD2قوف / ق | ڤڨڤ / قالب:Ill-WD2قوفـ قالب:Ill-WD2قوف ڧـ ـڧـ ـٯقالب:Ill-WD2قوفـ قالب:Ill-WD2قوف / ق | ق                         | ق                         | ج                         | چ / ج                     | گ / ك                     | ق / گق / گق / گ           |
| /t͡ʃ/        | چ                         | چ                                             | چ            | Ø                           | چ               | چ             | چ                            | چ                            | چ                            | چ                            | ڜ                         | تش                                                                                   | تش                                                                                   | تش                        | تش                        | تش                        | تش                        | چ                         | چ                         |
| /v/         | ۏ                         | و                                             | ۋ            | و                           | و               | و             | و                            | Ø                            | ڤ                            | Ø                            | ڤڥڤ / ڢ / ف               | ڤڥڤ / ڢ / ف                                                                          | ڤڥڤ / ڢ / ف                                                                          | ڤ / ف                     | ڤ / ف                     | ڤ / ف                     | ڤ / ف                     | ڤ / ف                     | ڤ / ف                     |
| /ʒ/         | Ø                         | Ø                                             | ژ            | Ø                           | Ø               | ژ             | ژ                            | ژ                            | ژ                            | ژ                            | استخدامه يعتمد على اللهجة | استخدامه يعتمد على اللهجة                                                            | استخدامه يعتمد على اللهجة                                                            | استخدامه يعتمد على اللهجة | استخدامه يعتمد على اللهجة | استخدامه يعتمد على اللهجة | استخدامه يعتمد على اللهجة | استخدامه يعتمد على اللهجة | استخدامه يعتمد على اللهجة |
| /ŋ/         | ڭڠڭ                       | تاميلية عربيةࢳتاميلية عربية                   | ڭ            | اللغة السنديةڱاللغة السندية | نون غنةںنون غنة | ن             | Ø                            | Ø                            | Ø                            | Ø                            | Ø                         | Ø                                                                                    | Ø                                                                                    | Ø                         | Ø                         | Ø                         | Ø                         | Ø                         | Ø                         |
| /ɳ/         | Ø                         | الخط العربي في يونيكودڹالخط العربي في يونيكود | Ø            | كتابة عربيةڻكتابة عربية     | نون غنةںنون غنة | ن             | Ø                            | Ø                            | Ø                            | ڼ                            | Ø                         | Ø                                                                                    | Ø                                                                                    | Ø                         | Ø                         | Ø                         | Ø                         | Ø                         | Ø                         |
| /ɲ/         | أبجدية جاويةڽأبجدية جاوية | ݧ                                             | Ø            | Ø                           | نون غنةںنون غنة | ن             | Ø                            | Ø                            | Ø                            | Ø                            | Ø                         | Ø                                                                                    | Ø                                                                                    | Ø                         | Ø                         | Ø                         | Ø                         | Ø                         | Ø                         |

- ٻٻٻ – B̤ē, used to represent a voiced bilabial implosive /ɓ/ in Hausa، Sindhi and Saraiki.
- پپپ – Pe, used to represent the phoneme /p/ in Persian، Urdu، Pashto, Khowar, Sindhi، Kurdish؛ it is not used in most Arabic varieties (except Mesopotamian and Gulf) and it is normalized as /b/; e.g., pepsi > bibsi.
- ݐݐݐ – used to represent the equivalent of the Latin letter Ƴ (palatalized glottal stop /ʔʲ/) in some African languages such as Fulfulde.
- اللغة السنديةڀاللغة السندية – represents an aspirated voiced bilabial plosive /bʱ/ in Sindhi.
- ٺٺٺ – Ṭhē, represents the aspirated voiceless retroflex plosive /ʈʰ/ in Sindhi.
- أبجدية بشتويةټأبجدية بشتوية – ṭē, used to represent the phoneme /ʈ/ in  Pashto.
- اللغة السنديةٽاللغة السندية - Ṭe, used to represent the phoneme (a voiceless retroflex plosive /ʈ/) in Sindhi
- ٹٹٹ – Ṭe, used to represent Ṭ (a voiceless retroflex plosive /ʈ/) in Urdu.
- ٿٿٿ – Teheh, used in Sindhi and Rajasthani (when written in Sindhi alphabet); used to represent the phoneme /t͡ɕʰ/ (pinyin q) in Chinese Xiao'erjing.
- ڄڄڄ – represents the "ц" voiceless dental affricate /t͡s/ phoneme in Bosnian.
- الخط العربي في يونيكودڃالخط العربي في يونيكود – represents the "ћ" voiceless alveolo-palatal affricate  /t͡ɕ/ phoneme in Bosnian.
- چچچ – Che, used to represent /t͡ʃ/ ("ch"). It is used in Persian، Urdu, and Kurdish. /ʒ/ in Egypt.
- أبجدية بشتويةڅأبجدية بشتوية – Ce, used to represent the phoneme /t͡s/ in  Pashto.
- كتابة عربية (البلقان)ݗكتابة عربية (البلقان) – represents the "ђ" voiced alveolo-palatal affricate /d͡ʑ/ phoneme in Bosnian.
- ځځځ – źim, used to represent the phoneme /d͡z/ in  Pashto.
- ݙݙݙ – used in Saraiki to represent a Voiced alveolar implosive /ɗ̢/.
- الخط العربي في يونيكودڊالخط العربي في يونيكود – used in Saraiki to represent a voiced retroflex implosive /ᶑ/.
- ڈڈڈ – Ḍ /ɖ/ in Urdu.
- اللغة السنديةڌاللغة السندية - Dhal used to represent the phoneme /d̪ʱ/ in Sindhi
- أبجدية بشتويةډأبجدية بشتوية – Ḍal, used to represent the phoneme /ɖ/ in  Pashto.
- ڑڑڑ – Aṛ, represents a retroflex flap /ɽ/ in Urdu.
- أبجدية بشتويةړأبجدية بشتوية – "ṛe" represents a retroflex lateral flap in Pashto.
- ݫݫݫ – used in Ormuri to represent a voiced alveolo-palatal fricative /ʑ/, as well as in Torwali.
- ژژژ – Že/zhe, used to represent the voiced postalveolar fricative /ʒ/ in, Persian, Pashto، Kurdish, Urdu, Punjabi and Uyghur.
- أبجدية بشتويةږأبجدية بشتوية – ǵe / ẓ̌e, used to represent the phoneme /ʐ/ /ɡ/ /ʝ/ in  Pashto.
- أبجدية كرديةڕأبجدية كردية – used in Kurdish to represent rr /r/ in Soranî dialect.
- ݭݭݭ – used in Kalami to represent a voiceless retroflex fricative /ʂ/, and in Ormuri to represent a voiceless alveolo-palatal fricative /ɕ/.
- ݜݜݜ – used in Shina to represent a voiceless retroflex fricative /ʂ/.
- أبجدية بشتويةښأبجدية بشتوية – x̌īn /ṣ̌īn, used to represent the phoneme /x/ /ʂ/ /ç/ in  Pashto.
- ڜڜڜ — used to represent Spanish words with /t͡ʃ/ in Morocco.
- ڤڨڤ – Ga, used to represent the voiced velar plosive /ɡ/ in Algerian and Tunisian.
- گگگ – Gaf, represents a voiced velar plosive /ɡ/ in Persian، Urdu، Kyrgyz، Kazakh، Kurdish، Uyghur, Mesopotamian, and Ottoman Turkish.
- گګگ – Gaf, used to represent the phoneme /ɡ/ in  Pashto.
- ݢݢݢ or ڬڬڬ – Gaf, represents a voiced velar plosive /ɡ/ in the Jawi script of Malay.
- ڭڭڭ – Ng, used to represent the /ŋ/ phone in Ottoman Turkish، Kazakh، Kyrgyz, and Uyghur, and to represent the /ɡ/ in Morocco and in many dialects of Algerian.
- أيأيأي – Ee, used to represent the phoneme /eː/ in Somali.
- ئئئ – E, used to represent the phoneme /e/ in Somali.
- ىٓىٓىٓ – Ii, used to represent the phoneme /iː/ in Somali and Saraiki.
- ؤؤؤ – O, used to represent the phoneme /o/ in Somali.
- كتابة عربيةېكتابة عربية – Pasta Ye, used to represent the phoneme /e/ in Pashto and Uyghur.
- ییی – Nārīna Ye, used to represent the phoneme [ɑj] and phoneme /j/ in  Pashto.
- أبجدية بشتويةۍأبجدية بشتوية – x̌əźīna ye Ye, used to represent the phoneme [əi] in Pashto.
- ئئئ – FāiliyaYe, used to represent the phoneme [əi] and /j/ in  Pashto and Saraiki.
- أوأوأو – Oo, used to represent the phoneme /oː/ in Somali.
- وٓوٓوٓ – Uu, used to represent the phoneme /uː/ in Somali.
- ڳڳڳ – represents a voiced velar implosive /ɠ/ in Sindhi and Saraiki
- اللغة السنديةڱاللغة السندية – represents the Velar nasal /ŋ/ phoneme in Sindhi.
- ککک – Khē, represents /kʰ/ in Sindhi.
- ݣ –  used to represent the phoneme /ŋ/ (pinyin ng) in  Chinese.
- ڼڼڼ – represents the retroflex nasal /ɳ/ phoneme in  Pashto.
- كتابة عربيةڻكتابة عربية – represents the retroflex nasal /ɳ/ phoneme in Sindhi.
- ݨݨݨ – used in Saraiki to represent /ɲ/.
- أبجدية جاويةڽأبجدية جاوية – Nya /ɲ/ in the Jawi script.
- ڭڠڭ – Nga /ŋ/ in the Jawi script and Gain /g/  in Khowar alphabet.
- كتابة عربيةڵكتابة عربية – used in Kurdish to represent ll /ɫ/ in Soranî dialect.
- ݪݪݪ – used in Marwari to represent a retroflex lateral flap /ɺ̢/, and in Kalami to represent a voiceless lateral fricative /ɬ/.
- ڤڥڤ – Vi, used in Algerian and Tunisian when written in Arabic script to represent the sound /v/.
- ڤڤڤ – Ve, used in by some Arabic speakers to represent the phoneme /v/ in loanwords, and in the Kurdish language when written in Arabic script to represent the sound /v/. Also used as pa  /p/ in the Jawi script.
- ۏۏۏ – Va in the Jawi script.
- ۋۋۋ – represents a voiced labiodental fricative /v/ in Kyrgyz, Uyghur, and Old Tatar; and  /w, ʊw, ʉw/ in Kazakh؛ also formerly used in Nogai.
- ۆۆۆ – represents "O" /o/ in Kurdish, and in Uyghur it represents the sound similar to the French eu andœu /ø/ sound. It represents the "у" close back rounded vowel /u/ phoneme in Bosnian.
- أبجدية كرديةێأبجدية كردية – represents Ê or É /e/ in Kurdish.
- 'ھھھ' – Dochashmi he (two-eyed hāʼ), used in combination to represent aspirated consonants /ʰ/ in Urdu.
- ےےے' – Baṛī ye ('big yāʼ), represents "ai" or "e" in Urdu /ɛː/, /eː/ and Punjabi.
- ڞ –  used to represent the phoneme /tsʰ/ (pinyin c) in  Chinese.
- ط –  used to represent the phoneme  /t͡s/ (pinyin z) in  Chinese.
- ۉۉۉ – represents the "o" open-mid back rounded vowel /ɔ/ phoneme in Bosnian.
- كتابة عربية (البلقان)ݩكتابة عربية (البلقان) – represents the "њ" palatal nasal /ɲ/ phoneme in Bosnian.
- كتابة عربيةڵكتابة عربية – represents the "љ" palatal lateral approximant /ʎ/ phoneme in Bosnian.
- اٖىاٖىاٖى – represents the "и" close front unrounded vowel /i/ phoneme in Bosnian.

| الأبجدية                       | الحروف | اللغات                  | المنطقة                           | مشتق من (أو متعلق ب)         | ملاحظات                                                                                                 |
| ------------------------------ | ------ | ----------------------- | --------------------------------- | ---------------------------- | --- |
| العربية                        | 28     | العربية                 | شمال إفريقيا وغرب آسيا            | الآرامية، السريانية، النبطية | |
| الخط العجمي                    | 33     | الهوسية، السواحلية      | غرب أفريقيا                       | العربية                      | أبجدية                                                                                                  |
| كتابة عربية                    | 30     | البوسنوية               | جنوب شرق أوروبا                   | عربي فارسي                   | |
| تاميلية عربية                  | 41     | التاميلية               | جنوب الهند، سريلانكا              | عربي فارسي                   | |
| كتابة عربية بيلاروسية          | 32     | البيلاروسية             | أوروبا الشرقية                    | عربي فارسي                   | القرن الخامس عشر / السادس عشر                                                                           |
| كتابة الأمازيغية بالحرف العربي |        | اللغات الأمازيغية       | شمال أفريقيا                      | العربية                      | |
| بروشسكي                        |        | بروشسكي                 | جنوب غرب آسيا (باكستان)           | أبجدية أردية                 | تستخدم أيضًا الأحرف الإضافية الموضحة للأردية. تكتب أحيانًا بالأبجدية الأوردية فقط أو بالأبجدية اللاتينية. |
| الجغتائية                      | 32     | الجغتائية               | آسيا الوسطى                       | عربي فارسي                   | |
| كتابة وداد                     | 32     | الصومالية               | القرن الأفريقي                    | العربية                      | |
| الأبجدية الجاوية               | 40     | الملايو                 | شبه جزيرة الملايو                 | عربي فارسي                   | منذ 1303 م (حجر ترينجانو)                                                                               |
| الأبجدية الكشميرية             | 44     | اللغة الكشميرية         | جنوب آسيا                         | عربي فارسي                   | |
| الأبجدية العربية القازاقية     | 35     | اللغة القازاقية         | آسيا الوسطى، الصين                | العربية والفارسية/الجغتائية  | منذ القرن الحادي عشر، أصبحت رسمية الآن في الصين فقط                                                     |
| أبجدية كهوار                   | 60     | كهوار                   | جنوب آسيا                         | عربي فارسي                   | |
| الأبجدية العربية القرغيزية     | 33     | القيرغيزية              | آسيا الوسطى                       | العربية الفارسية             | الآن رسمي فقط في الصين                                                                                  |
| الأبجدية الكورية               | 44     | الكورية                 | شرق آسيا، كوريا الجنوبية          | عربي فارسي                   | اخترعها مسلمو كوريا في العقد الأول من القرن الحادي والعشرين                                             |
| نستعليق                        |        | الأردية وغيرها          |                                   | عربي فارسي                   | |
| الأبجدية البشتوية              | 45     | البشتوية                | جنوب غرب آسيا، أفغانستان وباكستان | عربي فارسي                   | |
| بيكون                          | 35     | الجاوية، اللغة السوندية | إندونيسيا                         | عربي فارسي                   | |
| أبجدية فارسية                  | 32     | الفارسية                | إيران                             | العربية                      | |
| الأبجدية السرائيكية            | 45     | السرائيكية              | باكستان                           | عربي فارسي                   | |
| شاه مكهي                       | 37     | اللغة البنجابية         | باكستان                           | عربي فارسي                   | |
| السندية                        | 64     | السندية                 | باكستان                           | عربي فارسي                   | |
| كتابة عربية ملغاشية            | 33     | اللغة الملغاشية         | مدغشقر                            | العربية                      | |
| الأبجدية السورانية             | 33     | سورانية كردية           | الشرق الأوسط                      | عربي فارسي                   | حروف العلة إلزامية، أي أبوجيدا                                                                          |
| يسكي إملا                      | 35     | اللغة التترية           |                                   | العربية والفارسية/الجغتائية  | قبل 1920                                                                                                |
| الأبجدية التركية العثمانية     | 32     | التركية العثمانية       | الدولة العثمانية                  | عربي فارسي                   | رسمي حتى 1928                                                                                           |
| الأبجدية الأردية               | 58     | الأردية                 | جنوب آسيا                         | عربي فارسي                   | |
| الأبجدية الأويغورية العربية    | 32     | الأويغورية              | الصين وآسيا الوسطى                | العربية والفارسية/الجغتائية  | حروف العلة إلزامية، أي أبوجيدا                                                                          |
|                                | 28     | الولوفية                | غرب أفريقيا                       | العربية                      | |
| كتابة عربية صينية              | 36     | اللغات الصينية          | الصين وآسيا الوسطى                | عربي فارسي                   | |
| ينيا إملا                      | 29     | التترية                 | الصين وآسيا الوسطى                | العربية والفارسية/الجغتائية  | استبدلت السيريلية 1920–1927                                                                             |

## يونيكود
اعتبارًا من يونيكود 13.0، تقوم النطاقات التالية بترميز الأحرف العربية:
- العربية (0600–06FF)
- الإضافة العربية [الإنجليزية] (0750–077F)
- العربية الموسعة أ (08A0–08FF)
- نماذج العروض التقديمية العربية- أ (FB50–FDFF)
- نماذج العروض التقديمية العربية-ب (FE70 – FEFF)
- الحروف الرياضية العربية (1EE00–1EEFF)
- Rumi Numeral Symbols (10E60–10E7F)
- أرقام السياق الهندية (1EC70–1ECBF)
- أرقام السياق العثماني (1ED00–1ED4F)